# Харальд Копьё
Харальд Копьё (дат. Harald Kesja; ок. 1080 — 1135) — внебрачный сын короля Дании Эрика I, претендент на королевский трон Дании. 

## Биография
Харальд Копьё был внебрачным сыном короля Дании Эрика I Доброго и неизвестной наложницы. В 1103 году его отец Эрик I отправился в паломничество в Иерусалим и назначил Харальда Копьё регентом королевства вместе с епископом Лунда Ассером Торкильстоном. Саксон Грамматик охарактеризовал правление Харальда негативно:«Обратив все свои старания на козни и коварство, он вёл себя так позорно и безобразно, что, совершенно забыв о правосудии, самым отвратительным образом грабил и обирал своих подданных, ‘с помощью различных беззаконий всячески притесняя простой народ». Своими действиями Харальд Копьё навлёк всеобщую ненависть и королём был избран его дядя Нильс.
В правление короля Нильса Харальд Копьё участвовал в походах против ободритов. Саксон Грамматик писал, что Харальд и его слуги занималась разбоем и грабежами, грабили постоялые дворы и лавки торговцев, а в тёплое время года занимались пиратством, «нападая как на своих соотечественников, так и на чужеземцев». Позже он вступил в спор из-за наследства отца со своим младшим братом Эриком Эмуном. Благодаря вмешательству их двоюродного брата Кнуда Лаварда удалось погасить конфликт, разделив имущество покойного отца между братьями.
После убийства Кнута Лаварда в 1131 году Харальд и Эрик появились на тинге и потребовали наказать короля Нильса и Магнуса Сильного, которых обвиняли в убийстве Кнута Лаварда. Братья восстали против короля Нильса, но потерпели поражение. Харальд решил перейти на сторону короля Нильса, чем возбудил ненависть Эрика к себе. Войска Эрика захватили Харальдсборг, но Харальд Копьё сумел ускользнуть и сбежать в Ютландию. Вернувшись в Данию, Харальд расправился с немецкими солдатами, которые воевали за Эрика. По его приказу палачи отрезали пленным кончики носа и каждого из них расспрашивал, не «его ли это стрелой был убит Харальд». 
В битве при Фотевике Харальд Копьё принимал участие на стороне Нильса, в которой сторонники Нильса потерпели поражение. После убийства Нильса Харальд Копьё был провозглашён королём на тинге в Ютландии. Это не помешало его брату, королю Эрику II выступить против Харальда, который был застигнут в деревне Скипинг. По приказу Эрика II Харальд и его уцелевшие сыновья были обезглавлены.

## Семья
Был женат на Рагнильд Магнусдоттер, дочери короля Норвегии Магнуса III Голоногого и неизвестной наложницы. У них было 6 детей:
- Бьёрн Харальдсен (казнён в 1134 году);
- Эрик Харальдсен (казнён в 1134 году);
- Магнус Харальдсен (ум. 4 июня 1134), убит в битве при Фотевике;
- Олуф II (ум. 1141), антикороль, претендент на трон Дании;
- Кнуд Харальдсен (казнён в 1135 году);
- Харальд Харальдсен (казнён в 1135 году);

У него было, по крайней мере, 6 внебрачных сыновей от неизвестных наложниц. В 1135 году все они были казнены по приказу своего дяди, короля  Эрика II:
- Сивард Харальдсен (казнён в 1135 году);
- Эрик Харальдсен (казнён в 1135 году);
- Свейн Харальдсен (казнён в 1135 году);
- Нильс Харальдсен (казнён в 1135 году);
- Бенедикт Харальдсен (казнён в 1135 году);
- Мистивинт Харальдсен (казнён в 1135 году).